# سایکو-پاس: فیلم
سایکو-پاس: فیلم (به انگلیسی: Psycho-Pass: The Movie) یک فیلم اکشن جنایی علمی–تخیلی انیمه‌ای ژاپنی از محصولات استودیو پروداکشن آی. جی است. این فیلم به کارگردانی کاتسویوکی موتوهیرو و نائویوشی شیوتانی و نویسندگی گن اوروبوچی همراه با ماکوتو فوکامی است. از صداپیشگان آن می‌توان به کانا هانازاوا، توموکازو سکی، هیروشی کامیا، آیانه ساکورا و میوکی ساواشیرو اشاره کرد. سایکو-پاس: فیلم در ۹ ژانویه ۲۰۱۵ در ژاپن به نمایش درآمد و سپس در ۱۸ اکتبر ۲۰۱۵ در اروپا و ۲۹ فوریه ۲۰۱۶ در ایالات متحده به صورت محدود عرضه شد.